# L'Opéra sauvage
Pour l'album de Vangelis, voir Opéra sauvage.
L'Opéra sauvage est une série documentaire française en 18 épisodes de 50 minutes, réalisée par Frédéric Rossif et diffusée à partir de 1976 sur Antenne 2.

## Synopsis
Cette série parcourt le monde à la découverte de la nature, des animaux, des hommes et leur culture. Chaque épisode explore un pays spécifique, souvent exotique comme le Venezuela, à la rencontre notamment des Wayuu, mais encore l'Inde, le Cameroun, Bali ou bien l'île de Java en Indonésie.

## Épisodes
| Épisode | Titre                                      | Première diffusion |
| ------- | ------------------------------------------ | ------------------ |
| 1       | L'oiseau couleur du temps (Venezuela)      | 24 décembre 1976   |
| 2       | Quel est ton destin ?                      | 27 décembre 1976   |
| 3       | Le chemin vers la mer                      | 28 décembre 1976   |
| 4       | La passion du souvenir                     | 29 décembre 1976   |
| 5       | Le temps de Dieu                           | 30 décembre 1976   |
| 6       | Par tous les vents                         | 31 décembre 1976   |
| 7       | Une musique venue de la mer (Inde)         | 18 décembre 1977   |
| 8       | L'œil du condor (Pérou)                    | 25 décembre 1977   |
| 9       | Hier et demain (Grèce)                     | 1er janvier 1978   |
| 10      | L'Inde                                     | 8 janvier 1978     |
| 11      | Les chants qui viennent de la mer (Pérou)  | 15 janvier 1978    |
| 12      | Le rêve celtique (Irlande)                 | 22 janvier 1978    |
| 13      | L'espace et le souvenir (Inde)             | 20 décembre 1979   |
| 14      | Voyage à Java                              | 23 décembre 1979   |
| 15      | Un rythme absolu (Cameroun)                | 25 décembre 1979   |
| 16      | Le cœur musicien                           | 4 août 1980        |
| 17      | Au début ce fut la musique                 | 11 août 1980       |
| 18      | Singapour, cette ville qui vient de la mer | 23 septembre 1984  |

## Fiche technique
- Réalisation : Frédéric Rossif
- Musique : Vangelis (éditée en album : Opéra sauvage)
- Narrateur : Pierre Vaneck
- Production : Michelle Wiart
- Sociétés de production : Télé Hachette, Antenne 2
- Année de production : 1975-1981